# 鮑曼鎮區 (北達科他州鮑曼縣)
鮑曼鎮區（英語：Bowman Township）是位於美國北達科他州鮑曼縣的一個鎮區。

## 地方資料
鮑曼鎮區的面積為88.88平方千米，當中陸地面積為88.67平方千米，而水域面積為0.21平方千米。根據2010年美國人口普查的數據，當地共有人口257人，而人口密度為每平方千米2.89人。